# Einbaum von Noyen-sur-Seine

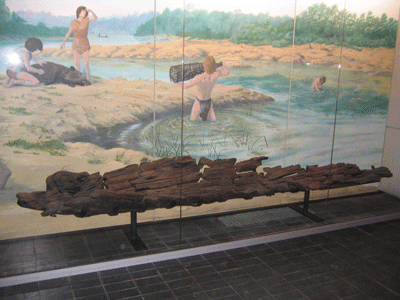
Einbaum von Noyen-sur-Seine im Musée départemental de Préhistoire d'Île-de-France

Der Einbaum von Noyen-sur-Seine (französisch La Pirogue du Mésolithique de Noyen-sur-Seine) wurde 1984 in Noyen-sur-Seine im Département Seine-et-Marne in Frankreich entdeckt. Die archäologische Stätte barg einen Komplex mesolithischer Holzobjekte, die zu den ältesten in Europa (etwa 9000 Jahre) zählen. Neben dem Einbaum waren das eine Reihe von Körben und Fischernetzen. Die Holzgegenstände, die seit Jahrtausenden in nassem Torf lagerten, wurden als „vollgesogen“  bezeichnet.
Der Einbaum wurde in der Nähe eines toten Armes der Seine gefunden und war aus dem Stamm einer Kiefer gefertigt. Die Aushöhlung erfolgte wahrscheinlich mittels Feuer. Die 14C-Datierung ergab 7190 bis 6450 v. Chr. Der Einbaum wurde mit Polyethylenglykol imprägniert und gefriergetrocknet, bevor er dem Musée de Préhistoire d’Île-de-France in Nemours übergeben wurde. Das Boot ist etwa 4,0 Meter lang, seine ursprüngliche Länge betrug 5,0 bis 6,0 Meter. Die Breite variiert zwischen 50 und 55 cm und seine Höhe liegt bei 20 cm.
Ein karolingischer Einbaum wurde 500 Meter entfernt gefunden. Er befindet sich ebenfalls im Nemours-Museum. Er besteht aus einem Eichenstamm und weist Ähnlichkeiten mit dem mesolithischen auf, obwohl sie fast acht Jahrtausende trennen.